# Yanka Kupala
Yanka Kupala (în belarusă Я́нка Купа́л, n. 7 iulie 1882 [S.V. 25 iunie] - d. 28 iunie 1942), pe numele adevărat Ivan Daminikavici Luțevici (în belarusă Іва́н Даміні́кавіч Луцэ́віч), a fost un scriitor bielorus.
Este considerat unul dintre cei mai importanți scriitori de limbă belarusă din secolul XX.
În 1925, a fost declarat Poet al poporului, iar 1941 i s-a decernat Premiul Stalin.
În 1928 devine membru al Academiei de Științe a RSS Belarusă, iar în anul următor al URSS.
Alături de Yakub Kolas, este considerat întemeietorul literaturii belaruse moderne.

## Biografie

### Tinerețea
S-a născut într-o familie ce aparținea nobilimii sărace.
După absolvirea școlii elementare, intră ca profesor particular undeva în regiunea Malagecina.
În perioada 1903 - 1904, scrie câteva poezii sentimentale în limba poloneză.
Abia în 1904, în contextul renașterii sentimentelor naționale, scrie primele sale poezii în belarusă și aceasta datorită interdicției impuse până atunci de regimul țarist în ceea ce privește utilizarea acestei limbi.

### Vilnius și Sankt Petersburg
În 1908, Kupala se stabilește la Vilnius, care devine devine centrul cultural al Bielorusiei, și intră la redacția revistei Nașai Nivî (Нашай нівы).
În anul următor se mută la Sankt Petersburg, unde scoate prima sa carte de poezii cu titlul "Жалейка", ca în anii următori să scrie alte volume de poezii.
În 1913 se reîntoarce la Vilnius pentru a-și relua activitatea în cadrul publicației menționate și devine membru al Asociației Editorilor din Belarus.
Scrie volumul de poezii "Шляхам жыцьця" (Pe drumul vieții, 1913), la a cărui publicare este sprijinit de scriitorul rus Maksim Bogdanovici și drama "Раскіданае гняздо" (Cuibul distrus, jucată în premieră în 1919), unde explorează situația populației rurale dezrădăcinate.

### Primul Război Mondial
În toamna lui 1914, în contextul Primului Război Mondial, Kupala scrie ciclul de poezii Cântece de luptă (Песьні вайны).
Anul următor se stabilește la Moscova și începe să studieze la Universitatea Poporului, dar la sfârșitul anului este înrolat și participă la marele război în cadrul Armatei Imperiale Ruse și mai târziu la Revoluția din Octombrie din 1917.

### Perioada interbelică
În 1919 se mută la Minsk, unde rămâne până la izbucnirea Războiului Germano-Sovietic (1941 - 1945).
Aduce o contribuție deosebită în fondarea Teatrului Național Belarus, a unei edituri, a universității și a academiei din această țară.
Un alt demers al scriitorului este îndreptat în favoarea apariției unei publicații independente lucru concretizat prin apariția, în același an, 1919, a ziarului "Звон" (Clopotul), căruia i-a fost redactor-șef.
În 1922 îi apare volumul de versuri "Спадчына" (Moștenirea).
În același an, încheie scrirea tragicomediei "Тутэйшыя" (Oamenii de aici), în care este prezentată cu ironie viața urbană din perioada de ocupație din Primul Război Mondial.
În 1926, în revista literară "Полымя" (Flacăra) publică un ciclu de poezii cu caracter protestatar, motiv pentru care au fost interzise.
În anii '30, fiind participant la mișcarea de renaștere națională, Kupala devine victimă e represiunii din partea regimului totalitar.

### Ultimii ani
După invazia germană a Uniunii Sovietice, scriitorul se retrage în Rusia și își petrece ultimii ani din viață într-un sat în apropierea orașelor Kazan și Moscova.
În 1942, cade pe treptele Hotelului Moscova și își pierde viața în niște circumstanțe rămase și astăzi incerte.

## Opera
Lirica sa exprimă aspirația către o viață nouă și protestul împotriva oprimării și totalitarismului.
Se remarcă factura populară și muzicalitatea versului.
Dramele sale au caracter politic, revoluționar.

### Scrieri
- 1912: Pavlinka (Павлинка)
- 1913: Câtărețul din guzlă (Гуслар, "Gusliar")
- 1913: Cuibul distrus (Разтурено гнездо, "Raztireno gnezdo")
- 1913: Pe drumul vieții (Шляхам жыцьця, "Šliaham zîciia")
- 1933: Pe malurile Oressei ("Nad rakoi Oressai")
- 1940: Din inimă (От сърце, "Ad serțe").

Yanka Kupala a tradus în belarusă autori ca: Aleksandr Pușkin, Taras Șevcenko, Nikolai Nekrasov, Ivan Krîlov și Adam Mickiewicz.